# 최수린
최수린(1974년 12월 25일~)은 대한민국의 배우이다. 1994년 SBS 드라마 《까치네》를 통해 연기자로 데뷔했다.

## 학력
- 서울예술대학 방송연예과

## 연기 활동

### 드라마
- 2000년 SBS 드라마 스페셜 《불꽃》
- 2001년 SBS 아침연속극 《이별 없는 아침》 - 윤현수 역
- 2002년 SBS 아침연속극 《엄마의 노래》 - 김윤숙 역
- 2005년 KBS2 단막극 《드라마시티 - 황금숲, 토끼》 - 명혜 역
- 2005년 KBS2 아침드라마 《위험한 사랑》 - 홍세진 역
- 2006년 KBS2 2부작 특집극 《연어의 꿈》 - 이소연 역
- 2006년 KBS2 청소년드라마 《성장드라마 반올림》 - 국어선생님 역
- 2006년 KBS2 단막극 《드라마시티 - 자장가 부르는 아기》 - 지호 역
- 2007년 KBS2 미니시리즈 《헬로! 애기씨》 - 황유일 역
- 2007년 SBS 미니시리즈 《강남엄마 따라잡기》 - 최일영 역
- 2007년 KBS2 단막극 《드라마시티 - 설운두의 거짓말》 - 김미숙 역
- 2007년 KBS2 단막극 《드라마시티 - 은둔하는 북의 사람》 - 김숙영 역
- 2007년 MBC  수목 미니시리즈 《뉴하트》 - 산부인과 의사 역(특별출연)
- 2008년 KBS2 단막극 《드라마시티 - 징계위원회》 - 정원영 역
- 2008년 KBS1 단막극 《HDTV 문학관 - 나의 피투성이 연인》 - 유선 역
- 2008년 KBS2 아침드라마 《난 네게 반했어》 - 현미경 역
- 2008년 KBS2 주말연속극 《내 사랑 금지옥엽》 - 서영주 역
- 2009년 KBS2 4부작드라마 《경숙이, 경숙 아버지》 - 윤섭 모 역
- 2009년 MBC]] 미니시리즈 《신데렐라맨》 - (특별출연)
- 2009년 KBS2 미니시리즈 《파트너》 - 유미연 역
- 2009년 MBC 저녁 일일연속극 《밥 줘》 - 차화진 역
- 2009년 KBS2 납량특집드라마 《전설의 고향》〈묘정의 구슬〉 - 중전 역
- 2009년 MBC 수목 미니시리즈 《히어로》 - P마담 역
- 2010년 MBC 대하드라마 《김수로》 - 조방 처 역
- 2010년 MBC 수목 미니시리즈 《즐거운 나의 집》 - 조수민 역
- 2011년 MBC 주말연속극 《반짝반짝 빛나는》 - 이지수 역(특별출연)
- 2011년 MBC 저녁 일일연속극 《남자를 믿었네》 - 카렌 역
- 2011년 SBS 주말 특별기획 《폼나게 살거야》 - 남은정 역
- 2012년 tvN 월화 미니시리즈 《일년에 열두남자》 - 미셀 장 역
- 2012년 SBS 드라마스페셜 《아름다운 그대에게》 - 하승리의 어머니 역
- 2012년 MBC 특별기획드라마 《마의》 - 주인옥 역
- 2013년 SBS 주말 특별기획 《출생의 비밀》 - 정주겸 역
- 2013년 TBC 월화드라마 《그녀의 신화》 - 은혜정 역(특별출연)
- 2013년 KBS1 저녁 일일연속극 《지성이면 감천》 - 사라 킴 역(우정출연)
- 2013년 MBC 주말연속극 《사랑해서 남주나》 - 신수정 역
- 2014년 KBS2 수목 미니시리즈 《골든크로스》 - 최수정 역
- 2014년 KBS2 금요 미니시리즈 《하이스쿨 러브온》 - 안지혜 역
- 2014년 KBS2 TV소설 《일편단심 민들레》 - 장마담 역
- 2014년 MBC 일일 특별기획 《압구정 백야》 - 모나리자 역
- 2015년 TV조선 • tvN 단막극 《위대한 이야기 - 영자의 전성시대》
- 2015년 TV조선 • tvN 단막극 《위대한 이야기 - 입시의 정석》
- 2015년 tvN 저녁 일일연속극 《울지 않는 새》 - 민하경 역
- 2015년 KBS2 미니시리즈 《후아유 - 학교 2015》 - 송희영 역
- 2015년 MBC 주말연속극 《엄마》 - 심초희 역
- 2015년 KBS1 저녁 일일연속극 《우리집 꿀단지》 - 윤선영 역
- 2016년 MBC 아침 일일연속극 《언제나 봄날》 - 박종심 역
- 2017년 MBC 주말특별기획 《도둑놈, 도둑님》 - 홍신애 역
- 2017년 MBC 저녁 일일연속극 《전생에 웬수들》 - 오나라 역
- 2018년 MBC 주말드라마 《밥상 차리는 남자》 - 수잔나 / 이경화 역
- 2019년 SBS 아침 일일연속극 《강남스캔들》 - 백춘미 역
- 2019년 MBC 아침 일일연속극 《모두 다 쿵따리》  - 조복자 역
- 2021년 MBC 일일연속극 《밥이 되어라》 - 서민경 역
- 2022년 KBS2 주말연속극 《현재는 아름다워》 - 현진주 역(우정출연)
- 2022년 KBS2 저녁 일일연속극 《태풍의 신부》 - 남인순 역
- 2023년 KBS1 저녁 일일연속극 《우당탕탕 패밀리》 - 심정애 역
- 2024년 KBS1 저녁 일일연속극 《결혼하자 맹꽁아!》 - 오드리 / 오정은 역
- 2024년 MBC 저녁 일일연속극 《용감무쌍 용수정》 - 이제인 역 (1회 ~ 2회 특별출연)

### 영화
- 2009년 《마린 보이》 - 재즈바 주인 역
- 2014년 《울언니》 - 귀부인 역

## 방송
- 2013년 MBC 《스타 다이빙 쇼 스플래시》

## 가족
- 자녀: 아들 이승훈
- 형제자매: 언니 유혜리